# Uncinia zotovii
Uncinia zotovii är en halvgräsart som beskrevs av Bruce Gordon Hamlin. Uncinia zotovii ingår i släktet Uncinia och familjen halvgräs. Inga underarter finns listade i Catalogue of Life.